# Ivaylo Lazarov
Ivaylo Lazarov (Ивайло Лазаров; sinh 11 tháng 4 năm 1992) là một cầu thủ bóng đá Bulgaria thi đấu ở vị trí Tiền vệ cho Vitosha Bistritsa.

## Sự nghiệp

### Vitosha Bistritsa
Lazarov gia nhập Vitosha Bistritsa năm 2016 từ Chernomorets Balchik. Anh ra mắt chuyên nghiệp cho đội bóng ngày 22 tháng 7 năm 2017 trong trận đấu trước Cherno More Varna.